# 筑前前原車站
筑前前原車站（日语：〔〕／〔〕 Chikuzen-Maebaru eki */?）是一位於日本福岡縣絲島市（旧前原市），九州旅客鐵道（JR九州）的鐵路車站。

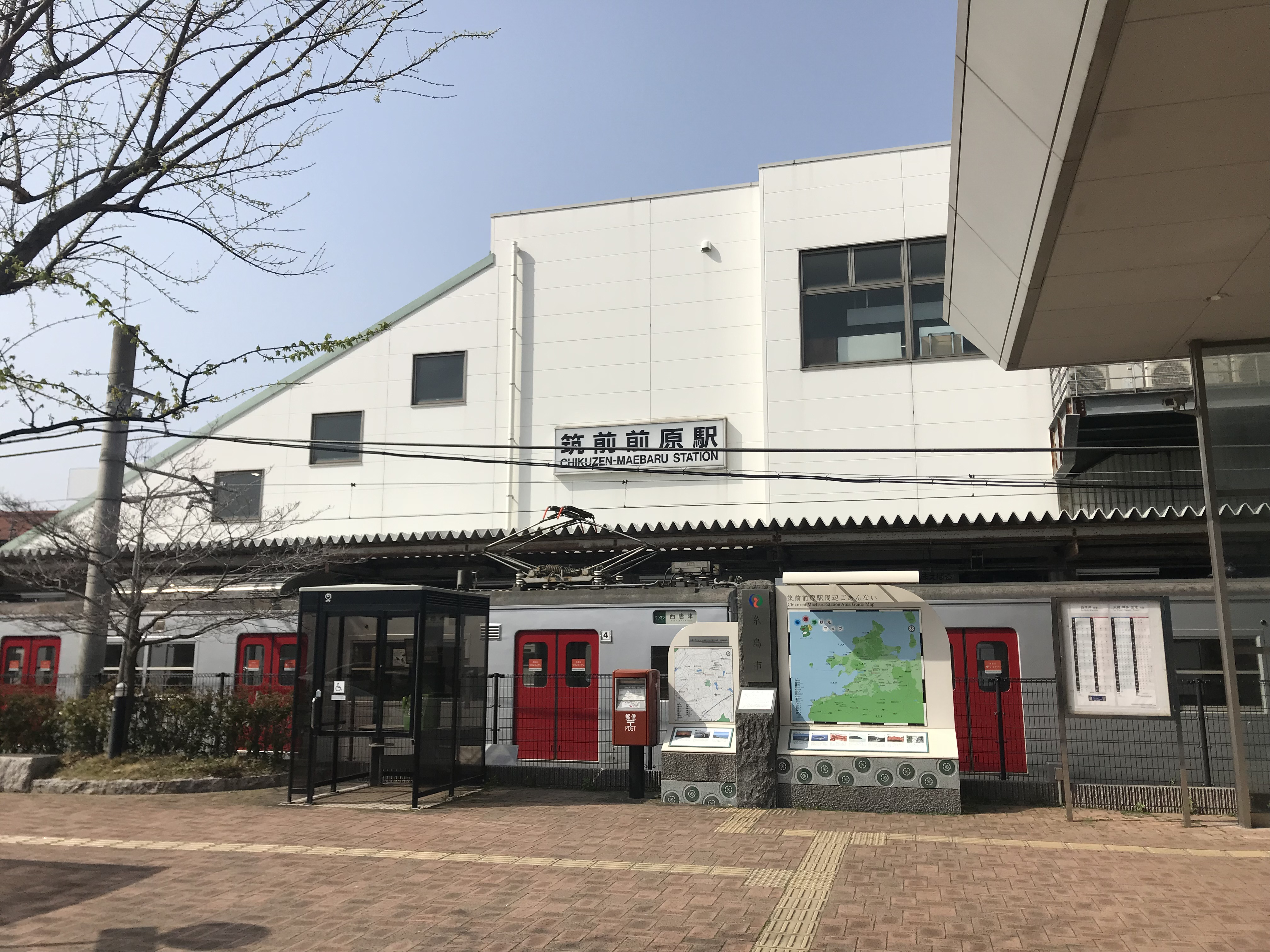
南口(2018年3月)

## 車站結構
2面4線島式月台的平面車站，站房設置於跨線天橋之上。

### 月台配置
| 月台  | 路線   | 方向 | 目的地                         |
| ----- | ------ | ---- | ------------------------------ |
| 1 - 4 | 筑肥線 | 上行 | 姪濱、天神、博多、福岡機場方向 |
| 1 - 4 | 筑肥線 | 下行 | 筑前深江、唐津、西唐津方向     |

## 歷史
- 1924年4月1日 - 北九州鐵道之前原車站啟用。
- 1937年10月1日 - 收歸國有，並且改名為現在名称。
- 1983年3月22日 - 完成筑肥線姪浜～唐津間的電氣化，並與福岡市地下鐵1号線（現名称機場線）互相直通。但日本国有鐵道（国鐵）筑肥線的列車能夠由西唐津站一直開到福岡空港站，而福岡市交通局的列車只能夠在本站-福岡機場的區間內運行。
- 1987年4月1日 - 日本國鐵分割民營化，車站的營運轉由JR九州繼承。
- 1999年12月 - 筑肥線增設為復線，本站也將站房改築為跨線橋式。
- 2002年3月 - 福岡市交通局列車的可行駛區間延長至筑前深江站。
- 2003年3月15日 - 筑肥線快速列車開始運行，本站為停車站之一。
- 2010年3月13日 - IC卡SUGOCA開始使用。

## 相鄰車站
九州旅客鐵道
 筑肥線
■快速
九大學研都市（JK04）－（平日停靠糸島高校前（JK07））－筑前前原（JK08）－筑前深江（JK12）
■普通
糸島高校前（JK07）－筑前前原（JK08）－美咲丘（JK09）

## 外部連結
- 筑前前原車站（JR九州） （页面存档备份，存于） （日語）